# Bernward Löwenberg
Bernward Löwenberg (* 26. Februar 1937 in Trier) ist ein deutscher Politiker (CDU) und war von 1978 bis 1989 der Landrat des Main-Taunus-Kreises.

## Werdegang
Löwenberg studierte Rechtswissenschaft in Freiburg im Breisgau, Hamburg und Münster. Nach der ersten Staatsprüfung 1962 wurde er bei Hans Julius Wolff mit einer Dissertation über „Die Geltendmachung von Geldforderungen im Verwaltungsrecht“ im Jahr 1967 an der Westfälischen Wilhelms-Universität promoviert. Im folgenden Jahr legte er die zweite Staatsprüfung erfolgreich ab.
Im Februar 1968 wurde Löwenberg zum Verwaltungsassessor der Amtsvertretung der Gemeinde Wolbeck, im November 1969 zum Amtsdirektor Wolbecks gewählt. Dieses Amt bekleidete er von Januar 1970 bis September 1971, daran unmittelbar anschließend übernahm er das Amt des Stadtkämmerers in Paderborn. Im Jahr 1978 wurde Löwenberg zum Landrat des Main-Taunus-Kreises gewählt. Die Kreisverwaltung hatte ihren Sitz zunächst in Frankfurt-Höchst und nach Beschluss des Hessischen Landtags ab 1980 in Hofheim am Taunus. Als Folge dieses Umzuges wurde in Hofheim am Taunus für Baukosten in Höhe von 85 Millionen Mark ein neues Kreishaus gebaut, das seit September 1987 Sitz der Kreisverwaltung ist und in der Presse teilweise als „Löwenburg“ bezeichnet wird. Nach Ausscheiden aus dem Landratsamt wurde Löwenberg 1990 als Rechtsanwalt am Landgericht Frankfurt am Main zugelassen.

## Privates
Löwenberg ist verheiratet und hat vier Kinder, darunter die Schriftstellerin Nele Neuhaus (* 1967).

## Auszeichnungen
Im Jahr 1990 wurde er mit dem Verdienstkreuz 1. Klasse der Bundesrepublik Deutschland ausgezeichnet.